# アンドリュー・ローゼンバーグ
アンドリュー・ローゼンバーグ（Andrew Rothenberg,1969年1月26日 - ）はアメリカの俳優である。
主にテレビで活躍しており、人気シリーズ『プリズン・ブレイク』ではスクラーの役で出演した。その他、『ER緊急救命室』、『名探偵モンク』、『WITHOUT A TRACE/FBI 失踪者を追え!』、『NCIS 〜ネイビー犯罪捜査班』、『Weeds 〜ママの秘密』、『NUMBERS 天才数学者の事件ファイル』、『ザ・ユニット 米軍極秘部隊』などにも出演した。

## 主な出演作品
- セイブ・ザ・ラストダンス Save the Last Dance (2001)
- プリズン・ブレイク Prison Break (2006)
- トゥルーブラッド True Blood (2008)
- ウォーキング・デッド The Walking Dead (2010)
ジム
シーズン1：ゲスト・キャスト
- メンタリスト The Mentalist（2012）
- モブ・シティ Mob City（2013)
- シカゴ・ファイア Chicago Fire（2018）